# سام كلافلن
سامويل جورج «سام» كلافلن (بالإنجليزية: Samuel George "Sam" Claflin)‏ هو ممثل إنكليزي من مواليد 27 يونيو 1986، هو معروف بأدوراه في قراصنة الكاريبي: في بحار غريبة (2011) وبياض الثلج والصياد (2012) وسلسلة أفلام مباريات الجوع (2013-2015) ومع حبي، روزي (2014).
سام متزوج منذ 2013 بمواطنته الممثلة لورا هادوك، الذي كان يواعدها منذ 2011.

## أفلامه
| عام  | عنوان                                       | دور              | ملاحظات   |
| ---- | ------------------------------------------- | ---------------- | --------- |
| 2011 | قراصنة الكاريبي: في بحار غريبة              | فيليب سويفت      |           |
| 2012 | بياض الثلج والصياد                          | وليام            |           |
| 2013 | مباريات الجوع: ألسنة اللهب                  | فينيك أودير      |           |
| 2014 | الهادئون                                    | براين ماكنيل     |           |
| 2014 | مع حبي، روزي                                | اليكس ستيوارت    |           |
| 2014 | نادي الشغب                                  | اليستير رايل     |           |
| 2014 | مباريات الجوع: الطائر المقلد - الجزء الأول  | فينيك أودير      |           |
| 2015 | مباريات الجوع: الطائر المقلد - الجزء الثاني | فينيك أودير      |           |
| 2016 | الصياد: حرب الشتاء                          | وليام            | ظهور بسيط |
| 2016 | أنا قبلك                                    | ويل تراينور      |           |
| 2016 | أروعهم                                      | توم باكلي        |           |
| 2017 | إبنة عمي ريتشل                              | فيليب            |           |
| 2017 | نهاية الرحلة                                | الكابتن ستانهوب  |           |
| 2018 | بلا هدف                                     | ريتشارد شارب     |           |
| 2018 | البلبل                                      | هوكينز           |           |
| 2019 | الفاسدين                                    | ليام             |           |
| 2019 | الأحذية الحمراء والأقزام السبعة             | ميرلن (مؤدي صوت) |           |
| 2019 | ملائكة تشارلي                               | الكسندر بروك     |           |
| 2020 | الحب، الزفاف، كرر                           | جاك              |           |
| 2020 | إبنولا هولمز                                | مايكروفت هولمز   |           |
| غ/م  | كل نفس تأخذه                                |                  |           |

## روابط خارجية
- سام كلافلن على موقع IMDb (الإنجليزية)
- سام كلافلن على موقع روتن توميتوز (الإنجليزية)
- سام كلافلن على موقع ألو سيني (الفرنسية)
- سام كلافلن على موقع ميوزك برينز (الإنجليزية)
- سام كلافلن على موقع أول موفي (الإنجليزية)
- سام كلافلن على موقع قاعدة بيانات الأفلام السويدية (السويدية)
- سام كلافلن على موقع قاعدة بيانات الفيلم (الإنجليزية)
- سام كلافلن على موقع كينوبويسك (الروسية)